# حانوت (الشرقية)
قرية حانوت هي إحدى القرى التابعة لمركز كفر صقر في محافظة الشرقية في جمهورية مصر العربية. حسب إحصاءات سنة 2006، بلغ إجمالي السكان في حانوت 13789 نسمة، منهم 7076 رجل و6713 امرأة.

## التاريخ
ذكرها علي مبارك في كتابه الخطط التوفيقية باسم "حانوت السباخ"، حيث ذكر أنها من قرى مديرية الشرقية بقسم الإبراهيمية، وأن بها جامع وأهلها مسلمون.